# San Antonio, Acámbaro
San Antonio är en ort i Mexiko.   Den ligger i kommunen Acámbaro och delstaten Guanajuato, i den södra delen av landet, 180 km väster om huvudstaden Mexico City. San Antonio ligger 1 949 meter över havet och antalet invånare är 426.
Terrängen runt San Antonio är kuperad söderut, men norrut är den platt. Runt San Antonio är det ganska tätbefolkat, med 111 invånare per kvadratkilometer. Närmaste större samhälle är Acámbaro, 4,1 km nordväst om San Antonio. I omgivningarna runt San Antonio växer huvudsakligen savannskog.